# Vitrolles, Hautes-Alpes

Vitrolles este o comună în departamentul Hautes-Alpes, Franța. În 1 ianuarie 2022 avea o populație de 217 de locuitori.